# Mariager Kommune
| Strukturdaten       | Strukturdaten         |
| ------------------- | --------------------- |
| Sitz der Verwaltung | Mariager              |
| Fläche              | 201,03 km²            |
| Einwohner           | 8.237 (2006)          |
| Kommune seit 2007   | Mariagerfjord Kommune |

Mariager Kommune war bis Dezember 2006 eine dänische Kommune im damaligen Århus Amt im Norden Jütlands. Seit Januar 2007 bildet der größte Teil zusammen mit den ehemaligen Kommunen Hadsund, Hobro und Arden, sowie dem Schuldistrikt Hvilsom der Kommune Aalestrup und dem Ort Hannerupgård der Kommune Nørager die neue Kommune Mariagerfjord. Havndal schloss sich der Großgemeinde Randers an.
Mariager Kommune entstand im Zuge der Verwaltungsreform von 1970 und umfasste folgende Sogn:
- Falslev Sogn
- Hem Sogn
- Kastbjerg Sogn
- Mariager Sogn
- Sem Sogn
- Svenstrup Sogn
- Udbyneder Sogn
- Vester Tørslev Sogn
- Vindblæs Sogn